# Пирс, Уильям Тимбрелл
Уильям Тимбрелл Пирс (англ. William Timbrell Pierce; 30 марта 1839 — май 1922) — великобританский шахматист и шахматный композитор.
В 1876 году со своим братом Джеймсом выпустил сборник из 608 задач различных британских авторов.
Также со своим братом разработал вариант в «Венской партии», получивший в их честь название «гамбит Пирса».

## Пример задачи
|   | a | b | c | d | e | f | g | h |   |
| - | --- | --- | --- | --- | --- | --- | --- | --- | - |
| 8 | g8 белый конь · a7 белый слон · h7 белый ферзь · b5 белый король · g5 чёрная пешка · f4 чёрный король · d1 белый слон | g8 белый конь · a7 белый слон · h7 белый ферзь · b5 белый король · g5 чёрная пешка · f4 чёрный король · d1 белый слон | g8 белый конь · a7 белый слон · h7 белый ферзь · b5 белый король · g5 чёрная пешка · f4 чёрный король · d1 белый слон | g8 белый конь · a7 белый слон · h7 белый ферзь · b5 белый король · g5 чёрная пешка · f4 чёрный король · d1 белый слон | g8 белый конь · a7 белый слон · h7 белый ферзь · b5 белый король · g5 чёрная пешка · f4 чёрный король · d1 белый слон | g8 белый конь · a7 белый слон · h7 белый ферзь · b5 белый король · g5 чёрная пешка · f4 чёрный король · d1 белый слон | g8 белый конь · a7 белый слон · h7 белый ферзь · b5 белый король · g5 чёрная пешка · f4 чёрный король · d1 белый слон | g8 белый конь · a7 белый слон · h7 белый ферзь · b5 белый король · g5 чёрная пешка · f4 чёрный король · d1 белый слон | 8 |
| 7 | g8 белый конь · a7 белый слон · h7 белый ферзь · b5 белый король · g5 чёрная пешка · f4 чёрный король · d1 белый слон | g8 белый конь · a7 белый слон · h7 белый ферзь · b5 белый король · g5 чёрная пешка · f4 чёрный король · d1 белый слон | g8 белый конь · a7 белый слон · h7 белый ферзь · b5 белый король · g5 чёрная пешка · f4 чёрный король · d1 белый слон | g8 белый конь · a7 белый слон · h7 белый ферзь · b5 белый король · g5 чёрная пешка · f4 чёрный король · d1 белый слон | g8 белый конь · a7 белый слон · h7 белый ферзь · b5 белый король · g5 чёрная пешка · f4 чёрный король · d1 белый слон | g8 белый конь · a7 белый слон · h7 белый ферзь · b5 белый король · g5 чёрная пешка · f4 чёрный король · d1 белый слон | g8 белый конь · a7 белый слон · h7 белый ферзь · b5 белый король · g5 чёрная пешка · f4 чёрный король · d1 белый слон | g8 белый конь · a7 белый слон · h7 белый ферзь · b5 белый король · g5 чёрная пешка · f4 чёрный король · d1 белый слон | 7 |
| 6 | g8 белый конь · a7 белый слон · h7 белый ферзь · b5 белый король · g5 чёрная пешка · f4 чёрный король · d1 белый слон | g8 белый конь · a7 белый слон · h7 белый ферзь · b5 белый король · g5 чёрная пешка · f4 чёрный король · d1 белый слон | g8 белый конь · a7 белый слон · h7 белый ферзь · b5 белый король · g5 чёрная пешка · f4 чёрный король · d1 белый слон | g8 белый конь · a7 белый слон · h7 белый ферзь · b5 белый король · g5 чёрная пешка · f4 чёрный король · d1 белый слон | g8 белый конь · a7 белый слон · h7 белый ферзь · b5 белый король · g5 чёрная пешка · f4 чёрный король · d1 белый слон | g8 белый конь · a7 белый слон · h7 белый ферзь · b5 белый король · g5 чёрная пешка · f4 чёрный король · d1 белый слон | g8 белый конь · a7 белый слон · h7 белый ферзь · b5 белый король · g5 чёрная пешка · f4 чёрный король · d1 белый слон | g8 белый конь · a7 белый слон · h7 белый ферзь · b5 белый король · g5 чёрная пешка · f4 чёрный король · d1 белый слон | 6 |
| 5 | g8 белый конь · a7 белый слон · h7 белый ферзь · b5 белый король · g5 чёрная пешка · f4 чёрный король · d1 белый слон | g8 белый конь · a7 белый слон · h7 белый ферзь · b5 белый король · g5 чёрная пешка · f4 чёрный король · d1 белый слон | g8 белый конь · a7 белый слон · h7 белый ферзь · b5 белый король · g5 чёрная пешка · f4 чёрный король · d1 белый слон | g8 белый конь · a7 белый слон · h7 белый ферзь · b5 белый король · g5 чёрная пешка · f4 чёрный король · d1 белый слон | g8 белый конь · a7 белый слон · h7 белый ферзь · b5 белый король · g5 чёрная пешка · f4 чёрный король · d1 белый слон | g8 белый конь · a7 белый слон · h7 белый ферзь · b5 белый король · g5 чёрная пешка · f4 чёрный король · d1 белый слон | g8 белый конь · a7 белый слон · h7 белый ферзь · b5 белый король · g5 чёрная пешка · f4 чёрный король · d1 белый слон | g8 белый конь · a7 белый слон · h7 белый ферзь · b5 белый король · g5 чёрная пешка · f4 чёрный король · d1 белый слон | 5 |
| 4 | g8 белый конь · a7 белый слон · h7 белый ферзь · b5 белый король · g5 чёрная пешка · f4 чёрный король · d1 белый слон | g8 белый конь · a7 белый слон · h7 белый ферзь · b5 белый король · g5 чёрная пешка · f4 чёрный король · d1 белый слон | g8 белый конь · a7 белый слон · h7 белый ферзь · b5 белый король · g5 чёрная пешка · f4 чёрный король · d1 белый слон | g8 белый конь · a7 белый слон · h7 белый ферзь · b5 белый король · g5 чёрная пешка · f4 чёрный король · d1 белый слон | g8 белый конь · a7 белый слон · h7 белый ферзь · b5 белый король · g5 чёрная пешка · f4 чёрный король · d1 белый слон | g8 белый конь · a7 белый слон · h7 белый ферзь · b5 белый король · g5 чёрная пешка · f4 чёрный король · d1 белый слон | g8 белый конь · a7 белый слон · h7 белый ферзь · b5 белый король · g5 чёрная пешка · f4 чёрный король · d1 белый слон | g8 белый конь · a7 белый слон · h7 белый ферзь · b5 белый король · g5 чёрная пешка · f4 чёрный король · d1 белый слон | 4 |
| 3 | g8 белый конь · a7 белый слон · h7 белый ферзь · b5 белый король · g5 чёрная пешка · f4 чёрный король · d1 белый слон | g8 белый конь · a7 белый слон · h7 белый ферзь · b5 белый король · g5 чёрная пешка · f4 чёрный король · d1 белый слон | g8 белый конь · a7 белый слон · h7 белый ферзь · b5 белый король · g5 чёрная пешка · f4 чёрный король · d1 белый слон | g8 белый конь · a7 белый слон · h7 белый ферзь · b5 белый король · g5 чёрная пешка · f4 чёрный король · d1 белый слон | g8 белый конь · a7 белый слон · h7 белый ферзь · b5 белый король · g5 чёрная пешка · f4 чёрный король · d1 белый слон | g8 белый конь · a7 белый слон · h7 белый ферзь · b5 белый король · g5 чёрная пешка · f4 чёрный король · d1 белый слон | g8 белый конь · a7 белый слон · h7 белый ферзь · b5 белый король · g5 чёрная пешка · f4 чёрный король · d1 белый слон | g8 белый конь · a7 белый слон · h7 белый ферзь · b5 белый король · g5 чёрная пешка · f4 чёрный король · d1 белый слон | 3 |
| 2 | g8 белый конь · a7 белый слон · h7 белый ферзь · b5 белый король · g5 чёрная пешка · f4 чёрный король · d1 белый слон | g8 белый конь · a7 белый слон · h7 белый ферзь · b5 белый король · g5 чёрная пешка · f4 чёрный король · d1 белый слон | g8 белый конь · a7 белый слон · h7 белый ферзь · b5 белый король · g5 чёрная пешка · f4 чёрный король · d1 белый слон | g8 белый конь · a7 белый слон · h7 белый ферзь · b5 белый король · g5 чёрная пешка · f4 чёрный король · d1 белый слон | g8 белый конь · a7 белый слон · h7 белый ферзь · b5 белый король · g5 чёрная пешка · f4 чёрный король · d1 белый слон | g8 белый конь · a7 белый слон · h7 белый ферзь · b5 белый король · g5 чёрная пешка · f4 чёрный король · d1 белый слон | g8 белый конь · a7 белый слон · h7 белый ферзь · b5 белый король · g5 чёрная пешка · f4 чёрный король · d1 белый слон | g8 белый конь · a7 белый слон · h7 белый ферзь · b5 белый король · g5 чёрная пешка · f4 чёрный король · d1 белый слон | 2 |
| 1 | g8 белый конь · a7 белый слон · h7 белый ферзь · b5 белый король · g5 чёрная пешка · f4 чёрный король · d1 белый слон | g8 белый конь · a7 белый слон · h7 белый ферзь · b5 белый король · g5 чёрная пешка · f4 чёрный король · d1 белый слон | g8 белый конь · a7 белый слон · h7 белый ферзь · b5 белый король · g5 чёрная пешка · f4 чёрный король · d1 белый слон | g8 белый конь · a7 белый слон · h7 белый ферзь · b5 белый король · g5 чёрная пешка · f4 чёрный король · d1 белый слон | g8 белый конь · a7 белый слон · h7 белый ферзь · b5 белый король · g5 чёрная пешка · f4 чёрный король · d1 белый слон | g8 белый конь · a7 белый слон · h7 белый ферзь · b5 белый король · g5 чёрная пешка · f4 чёрный король · d1 белый слон | g8 белый конь · a7 белый слон · h7 белый ферзь · b5 белый король · g5 чёрная пешка · f4 чёрный король · d1 белый слон | g8 белый конь · a7 белый слон · h7 белый ферзь · b5 белый король · g5 чёрная пешка · f4 чёрный король · d1 белый слон | 1 |
|   | a | b | c | d | e | f | g | h |   |

Решение
1.Фd3 или 1.Кf6

## Книги
- Pierce gambit, chess papers and problems, by James Pierce and W. Timbrell Pierce.[1]